# Bornemanita
La bornemanita és un mineral de la classe dels silicats que pertany al grup de la lamprofil·lita. Rep el nom en honor d'Irina Dmitrievna Borneman-Starinkevitx (1891-1988), mineralogista russa especialitzada en els minerals de Jibiny i Lovozero.

## Característiques
La bornemanita és un silicat de fórmula química Na₆BaTi₂Nb(Si₂O₇)₂(PO₄)O₂(OH)F, un A heterofil·losilicat, relacionat amb la bykovaïta. Va ser aprovada com a espècie vàlida per l'Associació Mineralògica Internacional l'any 1973. Cristal·litza en el sistema triclínic. La seva duresa a l'escala de Mohs oscil·la entre 3,5 i 4.
Segons la classificació de Nickel-Strunz, la bornemanita pertany a «09.BE - Estructures de sorosilicats, amb grups Si₂O₇, amb anions addicionals; cations en coordinació octaèdrica [6] i major coordinació» juntament amb els següents minerals: wadsleyita, hennomartinita, lawsonita, noelbensonita, itoigawaïta, ilvaïta, manganilvaïta, suolunita, jaffeïta, fresnoïta, baghdadita, burpalita, cuspidina, hiortdahlita, janhaugita, låvenita, niocalita, normandita, wöhlerita, hiortdahlita I, marianoïta, mosandrita, nacareniobsita-(Ce), götzenita, hainita, rosenbuschita, kochita, dovyrenita, baritolamprofil·lita, ericssonita, lamprofil·lita, ericssonita-2O, seidozerita, nabalamprofil·lita, grenmarita, schüllerita, lileyita, murmanita, epistolita, lomonossovita, vuonnemita, sobolevita, innelita, fosfoinnelita, yoshimuraïta, quadrufita, polifita, xkatulkalita, bafertisita, hejtmanita, bykovaïta, nechelyustovita, delindeïta, bussenita, jinshajiangita, perraultita, surkhobita, karnasurtita-(Ce), perrierita-(Ce), estronciochevkinita, chevkinita-(Ce), poliakovita-(Ce), rengeïta, matsubaraïta, dingdaohengita-(Ce), maoniupingita-(Ce), perrierita-(La), hezuolinita, fersmanita, belkovita, nasonita, kentrolita, melanotekita, til·leyita, kil·lalaïta, stavelotita-(La), biraïta-(Ce), cervandonita-(Ce) i batisivita.

## Formació i jaciments
Va ser descoberta a la pegmatita Yubileinaya del mont Karnasurt, al massís de Lovozero, una serralada que es troba al centre de la Península de Kola, a l'óblast de Múrmansk (Districte Federal del Nord-oest, Rússia). A banda d'aquest indret, només ha estat descrita en altres dues muntanyes del mateix massís: el mont Al·luaiv i el mont Kedykverpakhk.